# Bomolocha brodescens
Bomolocha brodescens là một loài bướm đêm trong họ Noctuidae.